# Система на Поливанов
Системата на Поливанов е транскрипционна система за писане на японски думи на кирилица, разработена от руския ориенталист Евгений Дмитриевич Поливанов през 1917 г. Системата Поливанов е най-разпространеният начин за писане на японски думи на кирилица, но в допълнение към нея понякога се използват алтернативни начини на писане. Понякога системата на Поливанов се нарича „росиядзи“, „россиядзи“ или (сред нелингвистите) „киридзи“, по аналогия с ромаджи – системата на латинска транслитерация на японски думи. Системата на Поливанов се основава на руската фонетика.

## Правила на системата Поливанов
Системата на Поливанов се основава на произношението в Токио. При прехвърляне с помощта на системата Поливанов не се използват главни букви, за морфологично деление (преди частици с букви и между наставката и стъблото) по избор може да се използва тире.
В тази таблица първо има знака хирагана, след това вдясно е съответният знак на катакана, като и двете имат еднакъв запис в системата на Поливанов, а за справка в скоби е дадена латинската транслитерация според системата на Хепбърн.
|    | А                | И                | У                | Э                | О                | Я                    | Ю                    | Ё                           |
|    | あ / ア а (a)    | い / イ и (i)    | う / ウ у (u)    | え / エ э (e)    | お / オ о (o)    | や / ヤ я (ya)       | ゆ / ユ ю (yu)       | よ / ヨ ё (yo) (*ьо/йо)     |
| К  | か / カ ка (ka)  | き / キ ки (ki)  | く / ク ку (ku)  | け / ケ кэ (ke)  | こ / コ ко (ko)  | きゃ / キャ кя (kya) | きゅ / キュ кю (kyu) | きょ / キョ кё (kyo) (кьо)  |
| С  | さ / サ са (sa)  | し / シ си (shi) | す / ス су (su)  | せ / セ сэ (se)  | そ / ソ со (so)  | しゃ / シャ ся (sha) | しゅ / シュ сю (shu) | しょ / ショ сё (sho) (сьо)  |
| Т  | た / タ та (ta)  | ち / チ ти (chi) | つ / ツ цу (tsu) | て / テ тэ (te)  | と / ト то (to)  | ちゃ / チャ тя (cha) | ちゅ / チュ тю (chu) | ちょ / チョ тё (cho) (тьо)  |
| Н  | な / ナ на (na)  | に / ニ ни (ni)  | ぬ / ヌ ну (nu)  | ね / ネ нэ (ne)  | の / ノ но (no)  | にゃ / ニャ ня (nya) | にゅ / ニュ ню (nyu) | にょ / ニョ нё (nyo) (ньо)  |
| Х  | は / ハ ха (ha)  | ひ / ヒ хи (hi)  | ふ / フ фу (fu)  | へ / ヘ хэ (he)  | ほ / ホ хо (ho)  | ひゃ / ヒャ хя (hya) | ひゅ / ヒュ хю (hyu) | ひょ / ヒョ хё (hyo) (хьо)  |
| М  | ま / マ ма (ma)  | み / ミ ми (mi)  | む / ム му (mu)  | め / メ мэ (me)  | も / モ мо (mo)  | みゃ / ミャ мя (mya) | みゅ / ミュ мю (myu) | みょ / ミョ мё (myo) (мьо)  |
| Р  | ら / ラ ра (ra)  | り / リ ри (ri)  | る / ル ру (ru)  | れ / レ рэ (re)  | ろ / ロ ро (ro)  | りゃ / リャ ря (rya) | りゅ / リュ рю (ryu) | りょ / リョ рё (ryo) (рьо)  |
| В  | わ / ワ ва (wa)  |                  |                  |                  | を / ヲ о (wo)   |                      |                      |                             |
|    | ん / ン н (n)    |                  |                  |                  |                  |                      |                      |                             |
|    |                  |                  |                  |                  |                  |                      |                      |                             |
| Г  | が / ガ га (ga)  | ぎ / ギ ги (gi)  | ぐ / グ гу (gu)  | げ / ゲ гэ (ge)  | ご / ゴ го (go)  | ぎゃ / ギャ гя (gya) | ぎゅ / ギュ гю (gyu) | ぎょ / ギョ гё (gyo) (гьо)  |
| ДЗ | ざ / ザ дза (za) | じ / ジ дзи (ji) | ず / ズ дзу (zu) | ぜ / ゼ дзэ (ze) | ぞ / ゾ дзо (zo) | じゃ / ジャ дзя (ja) | じゅ / ジュ дзю (ju) | じょ / ジョ дзё (jo) (дзьо) |
| Д  | だ / ダ да (da)  | ぢ / ヂ дзи (ji) | づ / ヅ дзу (zu) | で / デ дэ (de)  | ど / ド до (do)  | ぢゃ / ヂャ дзя (ja) | ぢゅ / ヂュ дзю (ju) | ぢょ / ヂョ дзё (jo) (дзьо) |
| Б  | ば / バ ба (ba)  | び / ビ би (bi)  | ぶ / ブ бу (bu)  | べ / ベ бэ (be)  | ぼ / ボ бо (bo)  | びゃ / ビャ бя (bya) | びゅ / ビュ бю (byu) | びょ / ビョ бё (byo) (бьо)  |
| П  | ぱ / パ па (pa)  | ぴ / ピ пи (pi)  | ぷ / プ пу (pu)  | ぺ / ペ пэ (pe)  | ぽ / ポ по (po)  | ぴゃ / ピャ пя (pya) | ぴゅ / ピュ пю (pyu) | ぴょ / ピョ пё (pyo) (пьо)  |

## Функции за запис
По-долу за краткост се използват само знаците хирагана.

### Граматични частици
Отчитането на знаците на кана понякога се променя, когато те се използват като частици или индикатори на случай:
- へ хэ (хе), когато се използва като граматичен индикатор, се пише като е (e);
- は ха, когато се използва като частица, се пише ва.

### Силабиченн
- ん („н“) преди гласните се записва като „нъ“, за да се избегне объркване със срички от серията „на“ (например, てんいん тэнъин - „продавач“);[8]
- ん („н“) преди „б“, „п“ и „м“ се записва като „м“, според произношението (например, ぶんぽぽ бумпо: - „граматика“).[9]

### Гласни след гласни и дължини
- い („и“) след гласни може да се запише като „y“ (например におい ниой - „запах“) и като „и“, докато самият Евгений Дмитриевич предпочиташе „и“;[10]
- う („y“) може да се пропусне или постави в скоби, ако е необходимо, за да се посочи намалението му.[11]
- Дължината на гласните може да бъде предадена по няколко начина[12]:
  - препоръчан от Поливанов — макрон над дълга гласна (ほう - хо̄),
  - разрешено: двоеточие, не разделено с интервал (ほう - хо:); триъгълно дебело черво (ほう - хоː); точка до буква в горната част на реда (ほう - хо̇); удебелен шрифт (ほう - хо) и т.н. Не се препоръчва използването на удвояване на буквите (хоо)[12] и посочване на дължини в публикации за широката публика.[13]
- Дифтонът えい може да бъде обозначен като эи (еи) и э: (е:).[13]
- За да се покаже музикален акцент (ако е необходимо, посочете го), се препоръчва да се използва остър акцент върху подчертана сричка, подчертаване на ненапрегната, на дълги срички - два знака.[7]

### Използване на макрон
Unicode съдържа няколко сложни кирилици с макрон: Ӣ ӣ, Ӯ ӯ. За да добавите макрон към останалите букви, трябва да използвате специален символ - ◌̄ (U + 0304). Пример за употреба: А̄ а̄, Э̄ э̄, О̄ о̄, Я̄ я̄, Ю̄ ю̄, Ё̄ ё̄.

### Удвояване на съгласни
Малкият знак っ означава удвояване на съгласния звук на сричката, която следва след него, а при транслитерация се предава чрез удвояване на съответната съгласна буква (например いっぱい иппай - „пълен“). Изключение е удвояването на съгласния звук [с] в сричката つ - той се изписва като tzu (например よっつ ётцу (йотцу) - „четири (обекти)“).

### Остарели знаци
- ゐ - ви;[15]
- ゑ - вэ (ве);[15]
- を - во (при показване на древното произношение, в други случаи „o“[16])[15];
- - йэ (йе);[15]
- くゎ - ку ва, кува (при предаване на правопис) или ква (при предаване на произношението);[15]
- ぐゎ - гу ва, гува (при предаване на правопис) или гува (при предаване на произношение).[15]